# أماندا ووكر
أماندا ووكر (بالإنجليزية: Amanda Walker)‏ هي ممثلة بريطانية، ولدت في 29 نوفمبر 1935.

## وصلات خارجية
- أماندا ووكر على موقع IMDb (الإنجليزية)
- أماندا ووكر على موقع قاعدة بيانات الفيلم (الإنجليزية)